# ディザスター・ムービー!おバカは地球を救う
『ディザスター・ムービー!おバカは地球を救う』（原題：Disaster Movie）は、2008年のアメリカ合衆国の映画。日本ではDVD化に関して『ディザスター・ムービー! 最'難'絶叫計画』とタイトルが改題された。

## 概要
製作には『最終絶叫計画』シリーズのスタッフが多く参加している。『ダークナイト』、『魔法にかけられて』、『インディ・ジョーンズ/クリスタル・スカルの王国』、『アイアンマン』など、公開当時最新の映画のパロディが盛り込まれた。
第29回ゴールデンラズベリー賞では5部門でノミネートされたが、いずれも受賞には至らなかった。

## キャスト
※括弧内は日本語吹替
- ウィル - マット・ランター（勝杏里）
- エイミー - ヴァネッサ・ミニーロ（木下紗華）
- カルヴィン - ゲイリー・G・サング・ジョンソン（多田野曜平）
- 魔法にかけられた姫/エイミー・ワインハウス/ジェシカ・シンプソン - ニコール・パーカー（雨蘭咲木子）
- ジュニー/ハンナ・モンタナ - クリスタ・フラナガン（小林さやか）
- リサ - キム・カーダシアン（瑚海みどり）
- ウルフ/ハビエル・バルデム/警官/ヘルボーイ/バットマン/ベオウルフ/カスピアン王子 - アイク・バリンホルツ（楠大典）
- 美しき刺客 - カルメン・エレクトラ（世戸さおり）
- インディ・ジョーンズ - トニー・コックス
- キャリー・ブラッドショー - ジェイソン・ボー
- 王子 - タッド・ヒルゲンブリンク
- フィル博士/ラブ・グル - ジョン・ディ・ドメニコ
- 下着モデル - ニック・スティール
- ハルク - ローランド・キッキンガー

## スタッフ
- 製作総指揮 - ハル・オロフソン
- 製作 - ジェイソン・フリードバーグ、アーロン・セルツァー、ピーター・サフラン
- 監督 - ジェイソン・フリードバーグ、アーロン・セルツァー
- 脚本 - ジェイソン・フリードバーグ、アーロン・セルツァー
- 撮影 - ショーン・マウラー
- 美術 - ウィリアム・A・エリオット
- 音楽 - クリストファー・レナーツ
- 衣装 - フランク・ヘルマー
- 特撮 - クリス・ワッツ